# 鸳鸯湖细辛
鸳鸯湖细辛（学名：Asarum crassusepalum）为马兜铃科细辛属下的一个种。

## 扩展阅读
- 維基物種上的相關：鸳鸯湖细辛